# Shred (Unix)

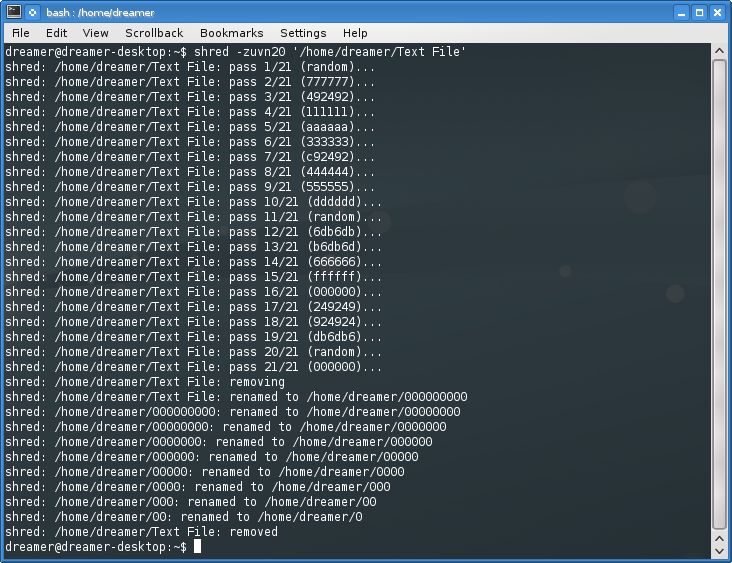
Esecuzione di shred

shred è un comando Unix che permette di cancellare i file sovrascrivendo ripetutamente i blocchi del disco su cui era stato salvato, in modo da rendere più difficile il ripristino dei dati cancellati anche con indagini hardware approfondite.
```
 shred [OPZIONE]... FILE...
```

Argomenti
```
 -f, --force           se necessario cambia i permessi per permettere la scrittura
 -n, --iterations=N    sovrascrive N volte invece che le 3 predefinite
 --random-source=FILE  prende i byte casuali da FILE
 -s, --size=N          distrugge solo N byte (sono accettati suffissi come K, M e G)
 -u, --remove          tronca e rimuove il file dopo la sovrascrittura
 -v, --verbose         indica il progresso
 -x, --exact           non arrotonda le dimensioni del file fino all'intero blocco (predefinito per i file non regolari)
 -z, --zero            aggiunge una sovrascrittura finale con zeri per nascondere la distruzione
 --help                mostra questo aiuto ed esce
 --version             stampa le informazioni sulla versione ed esce
```

Se file è -, distrugge lo standard output.
Esempio:
```
 shred -vuzn 25 *.*
```

Elimina i file solo se è specificato—remove (-u).
È consigliabile non farlo perché è normale operare su file di dispositivi come /dev/hda, che normalmente non devono essere rimossi.
Quando si opera su file regolari, la maggior parte delle persone usano l'opzione—remove.
ATTENZIONE:
Si ricordi che shred si basa su un'importante supposizione, cioè che il file system sovrascriva i dati dove stanno. Questo è il metodo tradizionale, ma molti file system moderni non soddisfano questa assunzione. Questi sono esempi di file system su cui shred non ha effetto o non è garantito che sia efficace:
- file system con logging o journaling come quelli forniti con AIX e Solaris (e JFS, ReiserFS, XFS, ext3, ecc.)
- file system che scrivono dati ridondanti e continuano a scrivere anche se alcune scritture falliscono, come i file system basati su RAID
- file system che fanno snapshot, come quello dei server NFS di Network Appliance
- file system che conservano la cache in posizioni temporanee, come i client NFS versione 3
- file system compressi

Nel caso di file system Ext3, il precedente disclaimer si applica (e shred ha così un'efficacia limitata) solo nel modo data=journal, che effettua il journaling dei dati dei file in aggiunta ai soli metadata.  In entrambi i modi data=ordered (predefinito) e data=writeback, shred lavora come al solito.
I modi di journaling di Ext3 possono essere cambiati aggiungendo l'opzione data=qualcosa alle opzioni di mount per un particolare file system nel file /etc/fstab, come documentato nella pagina del manuale di mount.
Inoltre, i backup dei file system e i mirror remoti possono contenere copie del file impossibili da rimuovere e che permetterebbero di recuperare un file distrutto.